# Teodora Mărginean
Teodora Mărginean (n. 27 iunie 1986, Suceava) este o cântăreață română. A făcut parte din trupa Viva împreună cu Monica Ene  și Ramona Lazăr și apoi din trupa Candy. Lansează sub numele Theodora piesa Greg Basso & Theodora - From Paris with Love.

## Videoclip
- Greg Basso & Theodora - From Paris with Love (Official Single) (YouTube)